# Speedway
Speedway  je motosport koji uključuje četiri, a ponekad i do šest vozača koji se natječu u četiri kruga ovalnog oblika u smjeru kazaljke na satu. 
Motocikli su specijalni sa samo jednim stupanj prijenosa i nemaju kočnice. Utrke se odvijaju na ravnoj ovalnoj stazi koja se obično sastoji od zemljane podloge, labavo nabijenog škriljevca ili zdrobljene stijene (uglavnom se koristi u Australiji i Novom Zelandu), a ponekad i na ledu. Natjecatelji koriste ovu površinu za klizanje svojih motocikala bočno ili prolaskom u zavoje. Na ravnim dijelovima staze motocikli postižu brzinu do 110 km/h.
Održavaju se nacionalna i međunarodna natjecanja u brojnim zemljama, uključujući Svjetsko prvenstvo u speedwayu, dok se pojedinačno s najvećim brojem bodova na Speedway Grand Prix događajima proglašava svjetski prvak. Speedway je popularan u Srednjoj i Sjevernoj Europi te u manjoj mjeri u Australiji i Sjevernoj Americi. Speedwayom međunarodno upravlja Svjetska motociklistička federacija (FIM). Nacionalne speedway događaje reguliraju nacionalne federacije automobilskih sportova povezane s FIM-om. 
Velika nagrada Hrvatske u speedwayu, odnosno Speedway Grand Prix of Croatia ili FIM Croatian Speedway Grand Prix utrka je iz FIM Speedway Grand Prix (SGP) serije kojom se određuje FIM Svjetski prvak u speedwayu. Jedini hrvatski stadion specijaliziran za speedway nalazi se u Donjem Kraljevcu u Međimurju. Na njemu su održavaju: Velika nagrada Hrvatske u speedwayu i kvalifikacije za Speedway European Championship (SEC). Prvo prvenstvo Hrvatske vozilo se 1959. Prve dirt-track utrke u Zagrebu vozile su se na trkalištu na Črnomercu 1931. Prvo specijalizirano trkalište za speedway bilo je otvoreno 1952. u Zagrebu, a poslije su uređene staze u Crikvenici, Bjelovaru, Osijeku, Rijeci i Prelogu, koje su integrirane staze, a jedino danas specijalističko trkalište baš za speedway je u Donjem Kraljevcu.

## Galerija
- Utrka speedwaya
- Utrka speedwaya
- Speedway na ledu
- Stadion za speedway u Sloveniji